# Jean-Pierre Garuet-Lempirou

a Compétitions nationales et continentales officielles uniquement.

b Matchs officiels uniquement.
Jean-Pierre Garuet-Lempirou (dit Le Professeur, ou Garuche) est un joueur français de rugby à XV, né le 15 juin 1953 à Lourdes (Hautes-Pyrénées). Il mesure 1,77 m et son poids de forme était de 105 kg.
Joueur emblématique du XV de France, il est élu deux fois meilleur pilier du monde dans les années 1980. Il est l'auteur d'une citation devenue fameuse : Un pilier dans une mêlée, c’est comme un pilier de cathédrale. S’il s’effrite, c’est tout l’édifice qui s’effrite.

## Biographie
Jean-Pierre Garuet grandit à Pontacq, où ses parents exercent la profession d'agriculteurs. Il prend ensuite à son compte un commerce de pomme de terre.
Jean-Pierre Garuet passe ses premières années de rugby en troisième-ligne, «  le plus beau poste du monde  ». Il joue de 1969 à 1991 au FC Lourdes. Durant son service militaire à la base aérienne 118 de Mont-de-Marsan, il signe une licence militaire au Stade montois. Il se reconvertit en pilier. De retour à Lourdes, il s'impose au poste de pilier droit en équipe première durant la saison 1975-1976.
Il débute à ce poste en sélection nationale le 13 novembre 1983 face à l'Australie.
Il est le tout premier joueur du XV de France expulsé en match officiel. Le 21 janvier 1984, la France affronte l'Irlande au Parc des Princes lors du premier match du tournoi des cinq nations 1984. Pour sa première participation au tournoi, en remplacement de Robert Paparemborde, après un long travail d'usure, il décolle le pilier vedette irlandais Phil Orr à la 67e minute. Deux minutes plus tard, une échauffourée a lieu. Le troisième ligne irlandais John O'Driscoll adresse un uppercut à Garuet qui ne bronche pas et va se plaindre à l'arbitre gallois Clive Norling (en). Celui-ci expulse Garuet pour une supposée fourchette,. Au banquet d’après-match, le Président de la Fédération française de rugby Albert Ferrasse qualifie publiquement Jean-Pierre Garuet « d’imbécile », après lui avoir en aparté garanti qu'il sera de la tournée d'été en Nouvelle-Zélande. Choqué par le mot, le capitaine du XV de France Jean-Pierre Rives prend la défense de son équipier allant jusqu'à lui dédier le match. Garuet qui avait déjà été pénalisé en première mi-temps pour une faute contre un adversaire en l'air mais dont la carrière était jusque là vierge de toute sanction est suspendu de toutes compétitions pour trois mois par une commission de discipline.
Le 10 mai 1986, il est invité avec les Barbarians français pour jouer contre l'Écosse à Agen. Les Baa-Baas l'emportent 32 à 19. Le 22 mai 1988, il joue de nouveau avec les Barbarians français contre l'Irlande à La Rochelle. Ce match célèbre le jubilé de Jean-Pierre Elissalde, les Baa-Baas l'emportent 41 à 26.
Il fut Président du Comité départemental des Hautes-Pyrénées en 1991, et du Comité régional en 1995, ainsi que vice-président de son club de toujours, et sélectionneur de l'équipe de France au début des années 1990.
Il a exercé la fonction d'adjoint au maire à Lourdes (Hautes-Pyrénées) jusqu'en 2014.
Il fait partie de la promotion 2022 des personnes obtenant le titre de gloire du sport.
Aux élections européennes de 2024, il se présente sur la liste Alliance rurale, en dernière position, position non éligible, mené par le béarnais Jean Lassalle et par Willy Schraen, président de la Fédération nationale des chasseurs.

## Statistiques

### Tournoi des Cinq Nations
| Édition           | Rang | Résultats France | Résultats Garuet | Matchs Garuet |
| ----------------- | ---- | ---------------- | ---------------- | ------------- |
| Cinq Nations 1984 | 2    | 3 v, 0 n, 1 d    | 1 v, 0 n, 0 d    | 1/4           |
| Cinq Nations 1985 | 2    | 2 v, 2 n, 0 d    | 2 v, 2 n, 0 d    | 4/4           |
| Cinq Nations 1986 | 1    | 3 v, 0 n, 1 d    | 3 v, 0 n, 1 d    | 4/4           |
| Cinq Nations 1987 | 1    | 4 v, 0 n, 0 d    | 4 v, 0 n, 0 d    | 4/4           |
| Cinq Nations 1988 | 1    | 3 v, 0 n, 1 d    | 1 v, 0 n, 1 d    | 2/4           |
| Cinq Nations 1989 | 1    | 3 v, 0 n, 1 d    | 1 v, 0 n, 1 d    | 2/4           |
| Cinq Nations 1990 | 3    | 2 v, 0 n, 2 d    | 1 v, 0 n, 1 d    | 2/4           |

Légende : v = victoire ; n = match nul ; d = défaite ; la ligne est en gras quand il y a Grand Chelem.

### Coupe du monde
| Édition                            | Rang      | Résultats France | Résultats Garuet | Matchs Garuet |
| ---------------------------------- | --------- | ---------------- | ---------------- | ------------- |
| Nouvelle-Zélande et Australie 1987 | Finaliste | 4 v, 1 n, 1 d    | 3 v, 1 n, 1 d    | 5/6           |

Légende : v = victoire ; n = match nul ; d = défaite.

## Palmarès

### En club
Avec le FC Lourdes
- Trophée de Bigorre :
  - Vainqueur (1) : 1974
- Challenge Antoine Béguère :
  - Vainqueur (1) : 1976[11]
- Coupe de France de rugby :
  - Finaliste (1) : 1984
- Challenge Yves du Manoir :
  - Vainqueur (1) : 1981
  - Finaliste (1) : 1977

(nb : ne participe pas aux finales)

### En équipe nationale
- 42 sélections en équipe de France, de 1983 à 1990
- Grand Chelem en 1987
- Tournoi des Cinq Nations en 1989
- Tournoi des cinq Nations ex æquo en 1986 (avec l'Écosse) et en 1988 (avec le Pays de Galles) (il a participé au total à 7 éditions du tournoi)
- titulaire en finale de la première coupe du monde en 1987

## Décorations
- Chevalier de la Légion d'honneur (décret du 11 juillet 2003)[12]